# Виктор (Пьянков)
Епи́скоп Ви́ктор (в миру Ви́ктор Влади́мирович Пьянко́в; 19 октября 1944, Первоуральск, Свердловская область — 17 января 2025, Геленджик, Краснодарский край) — архиерей Русской православной церкви на покое, бывший епископ Подольский, викарий Московской епархии.

## Биография
В 1960 году окончил среднюю школу. В 1962 году окончил монтажный техникум. Работал и продолжал учёбу заочно.
В 1971 году архиепископом Рижским и Латвийским Леонидом (Поляковым) принял монашеский постриг пострижен в монашество и рукоположён во иеродиакона, затем был рукоположён во иеромонаха, после чего нёс приходское служение в Рижской епархии.
В 1977 году заочно окончил Московскую духовную академию.
В 1980 году был возведён в сан игумена.
В 1980—1983 годы был благочинным Мадонского округа Рижской епархии.
В 1982—1983 годы — секретарь Рижского епархиального управления.
В 1983 году принят в число насельников возрождённого Данилова монастыря (Москва). По воспоминаниям В. С. Лупандина, он стал служить в монастыре с конца 1985 года, а вскоре назначен экономом монастыря.
В 1986 году был возведён в сан архимандрита, возглавил управление по строительству и реставрации Данилова монастыря.
В 1987 году переведён в Ленинградскую епархию, назначен начальником реставрации и строительства.
В 1988 году переведён в Таллин и назначен настоятелем собора Александра Невского.
18 сентября 1989 года Совет министров Карелии решил «передать в пользование» Ленинградской епархии Спасо-Преображенский собор с внутренним каре и расположенные рядом скиты, кроме Воскpесенского и Гефсиманского. 6 октября 1989 года назначен наместником Валаамского монастыря, который только предстояло возродить. На Валааме бывал редко и жил в основном в Санкт-Петербурге, где нужно было заниматься валаамскими делами.

### Архиерейство
20 февраля 1990 года на заседании Священного Синода, по рапорту управляющего Таллинской епархией митрополита Ленинградского Алексия (Ридигера) о возросшей нагрузке по управлению двумя епархиями, определён быть епископом Тапаским, викарием Таллинской епархии.
Епископская хиротония состоялась 25 марта того же года в Троицком соборе Александро-Невской лавры.
20 июля 1990 года, на первом заседании Священного Синода, прошедшем под председательством новоизбранного Патриарха Алексия II, был назначен епископом Подольским, викарием Московской епархии, и председателем Хозяйственного управления.
1 октября 1990 года вошёл в состав Синодальной комиссии по возрождению религиозно-нравственного воспитания и благотворительности.
С 22 ноября 1990 года — член Комиссии Священного Синода по подготовке изменений в Уставе об управлении Русской Православной Церкви.
Как писал Александр Сегень, «этот предприимчивый архиерей в том же 1990 году создаст под эгидой своей хозяйственной службы акционерное общество „Международное экономическое сотрудничество“, которое будет успешно заниматься инвестиционно-банковской и производственно-коммерческой деятельностью, а главное — экспортом нефти. Эта сфера деятельности Московской Патриархии станет козырем для искателей компромата на Патриарха Алексия — мол, посмотрите на наших бессребреников! Но <…> предстояло открывать и реставрировать сотни храмов и десятки монастырей. Откуда взять денег? Постоянно выпрашивать у власть имущих и у новоявленных олигархов? Или отказаться от гигантского объёма деятельности, ограничиваясь малым, в час по чайной ложке?» Епископа Виктора называли доверенным лицом патриархов Алексия II и Кирилла.
С 18 февраля 1992 года — член комиссии по подготовке и проведению в 1992 году празднования 600-летия со дня преставления преподобного Сергия Радонежского.
21 апреля 1994 года освобождён от должности председателя Хозяйственного управления Московской Патриархии по состоянию здоровья.
19 июля 1999 года Священный Синод удовлетворил его прошение о почислении на покой по состоянию здоровья. Впоследствии переехал в США и поселился во Флориде.
С 2011 года местом его постоянного служения являлся храм Святого мученика Андрея Стратилата в Санкт-Петербурге Флоридском.
В последние годы регулярно посещал богослужения в Вознесенском соборе г. Геленджика.
Скончался 17 января 2025 года в Геленджике в возрасте 80 лет. 20 января 2025 года в Вознесенском кафедральном соборе города Геленджика были совершены заупокойная Божественная литургия и отпевание епископа Виктора (Пьянкова). Заупокойную Литургию возглавил епископ Новороссийский и Геленджикский Сергий в сослужении епископа Солнечногорского Алексия и духовенства Новороссийской епархии. Епископ Виктор был погребен на Славянском кладбище города Краснодара.

## Публикации
- Закладка гостиничного комплекса [в Даниловом монастыре] // Журнал Московской Патриархии. М., 1986. № 8. стр. 25.
- Создать работоспособные предприятия [интервью] / интервью — ответы: Виктор, епископ Подольский, интервью — вопросы: Комаров Е. // Журнал Московской Патриархии. М., 1991. № 2. стр. 27-29.